# Lijst van burgemeesters van Mill en Sint Hubert
Dit is een lijst van burgemeesters van de Nederlandse gemeente Mill en Sint Hubert in de provincie Noord-Brabant tot die gemeente opging in de gemeente Land van Cuijk.
| Ambtsperiode                    | Naam burgemeester                  | Partij of stroming | Bijzonderheden |
| ------------------------------- | ---------------------------------- | ------------------ | -------------- |
| 1810 - 1819                     | T.A. Krieger                       |                    | maire/schout   |
| 1820 - 1821                     | A. Verstraaten                     |                    | schout         |
| 1821 - 1828                     | H. de Quaij                        |                    |                |
| 1828 - 1851                     | W. Verstraaten                     |                    |                |
| 1852 - 1898                     | H. Verstraaten                     |                    |                |
| 1898 - 1933                     | W.J.H. Verstraaten                 |                    |                |
| 1933 - 1958                     | C.H.J.I.M. van Nispen tot Sevenaer |                    |                |
| 1958 - 1972                     | Harrie (G.H.M.) Hofmans            |                    |                |
| 1972 - 1981                     | M.G.M. van Berckel                 | KVP                |                |
| 1982 - 1992                     | Abs (A.H.P.) Hogenbosch            | CDA                |                |
| 1992 - 2000                     | Gerard (J.G.M.) Daandels           | CDA                |                |
| 2000 - 2001                     | Wim (W.R.) Ligtvoet                | PvdA               | waarnemend     |
| 2001 - 2006                     | Frank (F.H.J.M.) van Beers         | CDA                |                |
| 2006                            | Jan de Groot                       | VVD                | waarnemend     |
| 2006 - 2012                     | Hans (J.Th.C.M.) Verheijen         | CDA                |                |
| 2012 - 12 juni 2013             | Fons (A.H.M.J.) Tans               | PvdA               | waarnemend     |
| 13 juni 2013 - 31 december 2021 | Antoine (A.) Walraven              | VVD                | [ 1 ]          |